# Mountain Championship 1935
Mountain Championship 1935 je bila neprvenstvena dirka za Veliko nagrado v sezoni 1935. Odvijala se je 19. oktobra 1935 na dirkališču Brooklands.

## Rezultati

### Dirka
| Poz | Št | Dirkač                  | Moštvo               | Dirkalnik      | Krogi | Čas/Odstop |
| --- | -- | ----------------------- | -------------------- | -------------- | ----- | ---------- |
| 1   | 2  | Richard Shuttleworth    | Privatnik            | Alfa Romeo P3  | 10    | 8:59,2     |
| 2   | 7  | Charles Martin          | Privatnik            | Bugatti T59    | 10    | + 6,6 s    |
| 3   | 5  | Princ Bira              | Privatnik            | ERA B          | 10    | + 21,6 s   |
| 4   | 8  | Harry Rose              | Privatnik            | Maserati 8CM   | 10    | + 29,2 s   |
| 5   | 11 | Rupert Featherstonhaugh | Privatnik            | Maserati 26M   | 10    | + 38,0 s   |
| 6   | 6  | Pat Driscoll            | Austin Motor Company | Austin 7       | 10    | + 58,6 s   |
| 7   | 10 | Cyril Paul              | Riley Ltd.           | Riley 6        | 10    | + 1:16,8   |
| Ods | 4  | Raymond Mays            | ERA Ltd.             | ERA B          | 4     | Motor      |
| Ods | 9  | John Appleton           | Privatnik            | Appleton-Riley | 2     |            |
| DNA | 1  | Lindsey Eccles          | Privatnik            | Bugatti T59    |       |            |
| DNA | 3  | Jarvis                  | Privatnik            | Maserati 8CM   |       |            |